# Circaea erubescens
Circaea erubescens là một loài thực vật có hoa trong họ Anh thảo chiều. Loài này được Franch. & Sav. mô tả khoa học đầu tiên năm 1878.